# Nasko Sirakow
Nasko Petkow Sirakow (bulgarisch Наско Петков Сираков, wiss. Transliteration Nasko Petkov Sirakov; * 26. April 1962 in Stara Sagora) ist ein ehemaliger bulgarischer Fußballspieler und -trainer.
Sirakow gehörte zur sogenannten „Goldenen Generation des bulgarischen Fußballs“, die bei der Fußball-Weltmeisterschaft 1994 in den USA den vierten Platz erreichte. Er ist mit der ehemaligen Rhythmischen Sportgymnastin Iliana Raewa verheiratet und hat mit ihr zwei Töchter.

## Spielerkarriere
Im Jahr 1979 wurde Sirakow aus der Jugend in die erste Mannschaft seines Vereins Lewski Sofia berufen. Er kam nur auf drei Einsätze und wechselte im Jahr 1980 zu Spartak Warna, anschließend zu FK Chaskowo. Im Jahr 1982 kehrte er zu Lewski zurück, wo er zum Stammspieler in der Offensive wurde. In dieser Zeit errang er drei Meistertitel und zwei Pokalsiege mit seinem Verein. Im Jahr 1988 wechselte er zu Real Saragossa in die spanische Primera División. Nach Anlaufschwierigkeiten sicherte er sich auch hier einen festen Platz im Team. Nach zwei Jahren in Saragossa und einer Spielzeit für Espanyol Barcelona kehrte er im Jahr 1991 zu Lewski zurück. Nach dem Pokalsieg 1992 wurde er an den französischen Erstligisten RC Lens ausgeliehen. Nach seiner Rückkehr Anfang 1993 gewann er weitere zweimal die Meisterschaft und einmal den bulgarischen Pokal. Während der Saison 1994/95 wechselte Sirakow zu Botew Plowdiw, im Winter 1995/96 zu Slawia Sofia. Dort gewann er im Jahr 1996 letztmals Pokal und Meisterschaft. Im Jahr 1998 beendete er seine Laufbahn.

## Trainerkarriere
Zwischen 1996 und 1998 war Sirakow Co-Trainer der bulgarischen Nationalmannschaft, mit der er an der Fußball-Weltmeisterschaft 1998 teilnahm. 1997 war er für einige Monate Trainer von Slawia Sofia. Von 1999 bis April 2003 sowie von 2004 bis April 2008 war er Sportdirektor von Lewski Sofia.

## Erfolge
- Bulgarischer Meister: 1983/84, 1984/85, 1987/88, 1992/93, 1993/94, 1995/96
- Bulgarischer Pokalsieger: 1983/84, 1985/86, 1991/92, 1993/94, 1995/96
- Torschützenkönig der Bulgarischen Meisterschaft: 1986/87, 1987/88, 1991/92, 1993/94